# Dai Young
David „Dai“ Young (* 26. Juli 1967 in Aberdare) ist ein ehemaliger walisischer Rugby-Union-Spieler und aktueller Trainer der London Wasps. Er spielte als Pfeiler für die walisische Nationalmannschaft, die British and Irish Lions und verschiedenste walisische Vereine im Rugby Union. Zwischen 1990 und 1996 war er Rugby-League-Spieler.
Young begann seine Karriere 1985 beim Swansea RFC. 1988 kam er erstmals nach Cardiff und blieb bis 1990. Daraufhin wechselte er den Code und spielte Rugby League für die Leeds Rhinos. Nach einem Jahr ging er zu den Salford City Reds, wo er bis zur Professionalisierung von Rugby Union blieb. Bis zu seinem Karriereende spielte er dann für den Cardiff RFC.
Young gab sein Nationalmannschaftsdebüt für die Rugby-Union-Auswahl Wales’ bei der ersten Weltmeisterschaft gegen England. Es folgten 50 weitere Länderspiele. Im Jahr 2000 lief er erstmals als Kapitän der Auswahl auf. Ihm gelang während seiner Nationalmannschaftskarriere ein Versuch. 1989, 1997 und 2001 war er Teil der British and Irish Lions und kam zu drei Einsätzen in offiziellen Länderspielen. Zwischen 1990 und 1996 war er auch für die walisische Rugby-League-Auswahl aktiv.
Mit Einführung der regionalen Auswahlen in Wales wurde Young Trainer der Cardiff Blues. In seiner letzten Saison hatte er zuvor schon die Stürmer als Spielertrainer geleitet. In der Saison 2006/07 führte er die Blues zu einem zweiten Platz in der Celtic League. 2009 gelang der Einzug ins Halbfinale des Heineken Cup und der Gewinn des EDF Energy Cup. Auf die Saison 2011/12 hin wechselte er zum englischen Verein London Wasps.